# Никольское-Казаково
Никольское-Казаково — село в Балаковском районе Саратовской области России. Входит в состав Быково-Отрогского муниципального образования.

## История
Село было основано казаками Емельяна Пугачёва, осевшими в этих местах после поражения в Крестьянской войне 1773—1775 гг. Происхождение первой части топонима связано с именем одного из первопоселенцев. На ранних этапах своего существования населённый пункт был известен под несколькими названиями: Казаков хутор и Никольское. Статус казённой деревни Казаков хутор получил в 1858 году.
В 1886 году в Никольском-Казакове была возведена деревянная православная церковь с колокольней. Двумя годами позднее была открыта смешанная приходская школа.
Согласно «Списку населённых мест Самарской губернии по сведениям за 1889 год» в хуторе Казаков, относившемуся к Мало-Быковской волости Николаевского уезда Самарской губернии, насчитывалось 124 двора и проживало 1269 человек (русских, православных и старообрядцев).
Согласно переписи 1897 года в Никольском-Казакове проживал 1451 человек, из них православных — 1403.
По данным 1910 года в селе имелось 204 двора и проживало 1702 человека (840 мужчин и 862 женщины). Удобной надельной земли было 2057 десятин, неудобной — 862. В 1915 году в Никольском-Казакове насчитывалось 244 двора и 1888 жителей.
По данным 1926 года в селе, являвшемся центром Никольско-Казаковского сельсовета, имелось 321 хозяйство и проживал 1671 человек (784 мужчины и 887 женщин). В период коллективизации был образован колхоз имени Ворошилова. В поздний советский период Никольское-Казаково входило в состав Новоелюзанского сельсовета и являлось местом базирования центральной усадьбы колхоза «40 лет Октября».

## География
Село находится в Заволжье, в пределах западной части Сыртовой равнины, на левом берегу реки Малый Кушум, на расстоянии 33 километров от города Балаково, административного центра района. Абсолютная высота — 39 метров над уровнем моря.
Часовой пояс
Село Никольское-Казаково, как и вся Саратовская область, находится в часовой зоне МСК+1. Смещение применяемого времени относительно UTC составляет +4:00.

## Население
| 2002 | 2010 |
| ---- | ---- |
| 422  | ↘343 |

Гендерный состав
По данным Всероссийской переписи населения 2010 года в гендерной структуре населения мужчины составляли 47,5 %, женщины — соответственно 52,5 %.
Национальный состав
Согласно результатам переписи 2002 года, в национальной структуре населения русские составляли 62 % из 422 чел.

## Инфраструктура
В селе функционируют средняя общеобразовательная школа, детский сад, дом культуры, фельдшерско-акушерский пункт и отделение связи.

## Улицы
Уличная сеть села состоит из трёх улиц.